# ヒダルゴ郡 (ニューメキシコ州)
ヒダルゴ郡（英: Hidalgo County）はアメリカ合衆国ニューメキシコ州にある郡。2000年の国勢調査による総人口は5932人で、1980年の6049のピークから下がったが1970年からは25%増加している。郡の半分以上の人口は郡庁所在地のローズバーグ(Lordsburg)に住んでいる。
ヒダルゴ郡は、1919年2月25日にグラント郡南部の地域から作られた。郡の名前の由来は、グアダルーペ・イダルゴ条約が結ばれたメキシコシティの北の町にちなんだ。他にはミゲル・イダルゴの名にちなんだという説もある。

## 地理
総面積は8,925 km² (3,446 mi² )。水面積は1 km² (0.38 mi²)で全体の0.01%である。

## 近接する郡
- グラント郡 (ニューメキシコ州) - 北, 北東
- ルナ郡 (ニューメキシコ州) - 東
- コチセ郡 (アリゾナ州) - 西
- グリーンリー郡 (アリゾナ州) - 北西
- ソノラ州(メキシコ) - 南西
- チワワ州(メキシコ) - 南東

## 人口統計
以下は2000年国勢調査における人口統計データである。
| 基礎データ - 人口: 5932人 - 世帯数: 2152世帯 - 家族数: 1542家族 - 人口密度: 1/km² (2/mi²) - 住居数: 2,848軒 - 住居密度: 0/km² (1/mi²) 人種別人口構成 - 白人: 83.78% - ネイティブアメリカン: 0.78% - アフリカン・アメリカン: 0.40% - アジア人: 0.32% - 太平洋諸島系:0.00% - その他の人種: 11.85% - 混血(2人種間以上の): 2.87% - ヒスパニック・ラテン系: 56% 世帯と家族（対世帯数） - 全世帯数: 2,152世帯 - 18歳未満の子供がいる:37.50% - 結婚・同居している夫婦: 53.80% - 未婚・離婚・死別女性が世帯主: 13.60% - 非家族世帯: 28.30% - 単身世帯: 25.30% - 65歳以上の老人1人暮らし: 10.70% - 平均構成人数 - 世帯: 2.72人 - 家族: 3.29人 | 年齢別人口構成 - 18歳未満: 31.70% - 18-24歳: 7.80% - 25-44歳: 25.20% - 45-64歳: 21.70% - 65歳以上: 13.60% - 年齢の中央値: 35歳 - 性比（女性100人あたり男性の人口） - 総人口: 99.60人 - 18歳以上: 97.00人 収入と家計 - 収入の中央値 - 世帯: 24,819米ドル - 家族: 31,552米ドル - 性別 - 男性: 25,960米ドル - 女性: 19,531米ドル - 人口1人あたり収入: 12,431米ドル - 貧困線以下 - 対家族: 23.90% - 対人口: 27.30% - 18歳未満: 38.90% - 65歳以上: 17.00% |

## 町
- Lordsburg（郡庁所在地）
- Virden
- Cotton City
- Animas
- Playas
- Cloverdale

## その他の場所
- Steins(ゴーストタウン)